# Reima Karppinen
Reima Juhani Karppinen (* 27. Januar 1958 in Vehmaa) ist ein ehemaliger finnischer Ruderer.
Der 1,93 m große Reima Karppinen trat während seiner internationalen Karriere ausschließlich im Doppelzweier an. 1981 startete er in München erstmals bei Weltmeisterschaften und gewann zusammen mit seinem Bruder Pertti die Silbermedaille hinter Klaus Kröppelien und Joachim Dreifke aus der DDR und vor den Norwegern Rolf Thorsen und Alf John Hansen. 1982 in Luzern siegten die Norweger vor dem Doppelzweier aus der DDR. Reima und Pertti Karppinen belegten den fünften Platz. 1983 in Duisburg siegten Thomas Lange und Uwe Heppner aus der DDR vor Thorsen und Hansen. Hinter dem westdeutschen Boot mit Andreas Schmelz und Georg Agrikola belegten die beiden Finnen den vierten Platz. 1984 kehrte Pertti Karppinen in den Einer zurück und gewann bei den Olympischen Spielen in Los Angeles seine dritte olympische Goldmedaille. Reima Karppinen ruderte in Los Angeles gemeinsam mit Aarne Lindroos und belegte den achten Platz.
Bei den Weltmeisterschaften 1986 startete Reima Karppinen mit Jorma Lehtelä und erreichte den siebten Platz. Die beiden Finnen belegten bei den Weltmeisterschaften 1987 und den Olympischen Spielen 1988 jeweils den zwölften Platz. Nach einem elften Platz bei den Weltmeisterschaften 1990 und einem achten Platz 1991 trat Reima Karppinen zum Abschluss seiner Karriere zusammen mit Esko Hillebrandt bei den Olympischen Spielen 1992 in Barcelona an, die beiden Finnen erreichten nur das C-Finale und belegten in der Gesamtwertung den 13. Platz.  